# Upendranath Ashk
Upendranath Ashk (Hindi: उपेन्द्रनाथ अश्क, Upendranāth Aśk; * 14. Dezember 1910 in Jalandhar, Punjab; † 19. Januar 1996) war ein indischer Schriftsteller, Journalist und Verleger, der zunächst auf Urdu, ab der 1930er Jahre auf Hindi schrieb. Er hinterließ ein umfangreiches und vielfältiges Werk, mit dem er zu den wichtigsten zeitgenössischen Autoren der hinduistischen Literatur zählt.

## Leben und Werk
Ashk stammt aus der Mittelklasse. Sein erstes auf Urdu verfasstes Gedicht veröffentlicht er 1926. Während er in Lahore lebt, erscheint seine erste Sammlung von Erzählungen auf Hindi: Judai Ki Sham Ke Geet, 1933. Ashk schreibt für verschiedene Zeitungen und Magazine. Von 1941 bis 1945 arbeitet er für All India Radio. Während er in Bombay lebt, verfasst er auch Drehbücher und Dialoge für den Film, außerdem Übersetzungen ins Hindi, darunter Werke von Dostojewski und O’Neill. Später zieht er in die hinduistische Herzgegend Allahabad und gründet dort den Verlag Nilabh Prakashan. 1965 wird Ashk als führender hinduistischer Dramatiker mit dem renommierten Sangeet Natak Akademi Award ausgezeichnet. Laut der Encyclopaedia Of Indian Literature arbeitet Ashk als Dramatiker mit satirischen Mitteln, genauer Charakterisierung und modernster Bühnentechnik. Zu seinen „ungehemmt“ und „ausdrucksstark“ geschriebenen Romanen heißt es dort, nach eher phantasievoll-romantischen Anfängen lege Ashk das „Inferno“ des mittelständischen Lebens und Strebens mit seinen ihm selber wohlvertrauten Sehnsüchten und Überspanntheiten bloß. Seine Figuren seien jetzt wirkliche menschliche Wesen. Besonders widmete sich Ashk den Problemen der indischen Frau und der Jugend, seine Romane Girti Divaren (1947) und Garm Rakh (1952) befassen sich mit dem indischen Kleinbürgertum.

## Werke (Auswahl)

### Prosa
- Judai Ki Sham Ke Git (जुदाई की शाम के गीत), 1933
- Sitaron Ke Khel (सितारो के खेल), 1937
- Girti Divaren (गिरती दीवारे) (Bd. I einer Roman-Trilogie), 1947
- Kale Sahab (काले साहब), 1950
- Garm Rakh (गर्मराख), 1952
- Bari-Bari Ankhen, 1954
- Shahar Men Ghumta Aina (शहर में घूमता आइना) (Bd. II ), 1962
- Ek Nanhi Kindil (Bd. III), 1969

### Dramen
- Jay Parajay (जयपराजय), 1937
- Swarga Ki Jhalak (स्वर्ग की झलक), 1938
- Lakshmi ka swagath, 1941–43
- Qaid, 1943–45
- Uraan, 1943–45
- Alag-Alag Raste, 1944–53
- Chatha Beta, 1948
- Anjo Didi, 1953–54

### Lyrik
- Dip Jalega (दीप जलेगा), 1950
- Chandni Rat-Aur-Ajgar, 1952